# Santa Bee
Santa Bee is een Belgisch biermerk. Het wordt gebrouwen door Brouwerij Boelens te Belsele, een deelgemeente van Sint-Niklaas.

## Achtergrond
De naam van het bier verwijst enerzijds uiteraard naar de Kerstman, maar anderzijds ook naar bijen en honing. Op het etiket staat dan ook een meisje met vleugeltjes en een kerstmankostuum. De bij verwijst naar honing, maar ook naar de Biekens, een vroegere peperkoekfabriek uit Sint-Niklaas. Annick Sneyers, echtgenote van brouwer Kris Boelens, is de dochter van de vroegere zaakvoerder van de Biekens.

## Het bier
Santa Bee is een donker kerstbier met een alcoholpercentage van 8,5%. Het bier bevat honing. Het wordt gebrouwen sinds 2006.
Voordien heette het gewoon Kerstbier en daarvoor Belseels Kerstbier. Dit laatste had een alcoholpercentage van 9%.